# Gran Premio del Úlster de Motociclismo de 1953
El Gran Premio del Úlster de Motociclismo de 1953 fue la sexta prueba de la temporada 1953 del Campeonato Mundial de Motociclismo. El Gran Premio se disputó del 15 al 16 de agosto de 1953 en Dundrod.

## Resultados de 500cc
La victoria de Ken Kavanagh fue importante para Norton, sobre todo debido a la lesión de su mejor piloto Ray Amm. Kavanagh ya comenzaba a ocupar las primeras posiciones del Mundial, pero Geoff Duke (Gilera) también hizo un buen negocio con su segundo lugar ya que se acercaba a su compañero de equipo y líder del Mundial Reg Armstrong a un punto.
| Pos.    | Piloto             | Equipo    | Tiempo/Retirado | Puntos |
| ------- | ------------------ | --------- | --------------- | ------ |
| 1       | Ken Kavanagh       | Norton    | 2h 28:38.0      | 8      |
| 2       | Geoff Duke         | Gilera    | + 53.0          | 6      |
| 3       | Jack Brett         | Norton    | + 1:25.0        | 4      |
| 4       | Reg Armstrong      | Gilera    | + 3:34.0        | 3      |
| 5       | Derek Farrant      | AJS       | + 5:02.0        | 2      |
| 6       | Ken Mudford        | Norton    | + 1 Vuelta      | 1      |
| 7       | Rod Coleman        | AJS       | + 1 Vuelta      |        |
| 8       | Louis Carter       | Norton    | +2 Vueltas      |        |
| 9       | Charlie Salt       | BSA       | +3 Vueltas      |        |
| 10      | Harry Pearce       | Matchless | +3 Vueltas      |        |
| 11      | Leslie Dear        | Norton    | +3 Vueltas      |        |
| 12      | Ken Harwood        | AJS       | +3 Vueltas      |        |
| 13      | Douglas Sides      | Velocette | +3 Vueltas      |        |
| 14      | Jack Bailey        | Norton    | +3 Vueltas      |        |
| 15      | Leonard Williams   | Norton    | +3 Vueltas      |        |
| 16      | Arthur Wheeler     | Matchless | +3 Vueltas      |        |
| 17      | Sparks Campbell    | Norton    | +3 Vueltas      |        |
| 18      | Ernie Oliver       | Norton    | +3 Vueltas      |        |
| 19      | Reginald MacDonald | AJS       | +5 Vueltas      |        |
| 20      | Jimmy Hayes        | AJS       | +5 Vueltas      |        |
| 21      | Ken Swallow        | Norton    |                 |        |
| 22      | Rally Dean         | Norton    |                 |        |
| 23      | Robert Brownie     | AJS       |                 |        |
| 24      | Zachary Dean       | Norton    |                 |        |
| 25      | Stanley Wilson     | AJS       |                 |        |
| 26      | Fred Pusey         | AJS       |                 |        |
| 27      | Jackie Wood        | AJS       |                 |        |
| Ret     | Bob McIntyre       | Matchless | Ret             |        |
| Ret     | Harry Turner       | Norton    | Ret             |        |
| Ret     | Dick Knox          | Norton    | Ret             |        |
| Ret     | Alfredo Milani     | Gilera    | Ret             |        |
| Ret     | Malcolm Templeton  | Matchless | Ret             |        |
| Fuente: |                    |           |                 |        |

## Resultados 350cc
Pocos pilotos de élite participaron en la categoría de 350 cc.. Ken Kavanagh y Jack Brett se retiraron, al igual que Alano Montanari, que normalmente sólo competía en la categoría de 250cc. Por lo tanto, muchos pilotos de segunda fila aprovecharon estas ausencias para anotar sus primeros puntos de la temporada. A pesar de eso, nada cambió en el top cinco del campeonato mundial.
| Pos. | Piloto            | Equipo     | Tiempo/Retirado | Puntos |
| ---- | ----------------- | ---------- | --------------- | ------ |
| 1    | Ken Mudford       | Norton     | 2h 28:18.0      | 8      |
| 2    | Bob McIntyre      | AJS        |                 | 6      |
| 3    | Rod Coleman       | AJS        |                 | 4      |
| 4    | Harry Pearce      | Velocette  |                 | 3      |
| 5    | Malcolm Templeton | AJS        |                 | 2      |
| 6    | Ken Harwood       | AJS        |                 | 1      |
| 7    | Sparks Campbell   | Norton     |                 |        |
| 8    | Charlie Luck      | Velocette  |                 |        |
| Ret  | Enrico Lorenzetti | Moto Guzzi | Ret             |        |

## Resultados 250cc
El piloto norirlandés Reg Armstrong pudo ganar en casa. Werner Haas venció a su competidor más cercano en la general Fergus Anderson y incrementó su liderazgo en la clasificación general.
| Pos. | Piloto            | Equipo     | Tiempo/Retirado | Puntos |
| ---- | ----------------- | ---------- | --------------- | ------ |
| 1    | Reg Armstrong     | NSU        | 2h 16:3.0       | 8      |
| 2    | Werner Haas       | NSU        |                 | 6      |
| 3    | Fergus Anderson   | Moto Guzzi |                 | 4      |
| 4    | Enrico Lorenzetti | Moto Guzzi |                 | 3      |
| 5    | Otto Daiker       | NSU        |                 | 2      |
| 6    | Arthur Wheeler    | Moto Guzzi |                 | 1      |
| Ret  | Colin Bruce       | Velocette  | Ret             |        |
| Ret  | Maurice Cann      | Moto Guzzi | Ret             |        |
| Ret  | Reg Geeson        | REG        | Ret             |        |

## Resultados 125cc
En la salida de 125 cc, tan solo había nueve participantes. Debido a su victoria, Werner Haas se llevó el título mundial por un pelo. Solo Cecil Sandford teóricamente podría amenazarlo.
| Pos. | Piloto         | Equipo     | Tiempo/Retirado | Puntos |
| ---- | -------------- | ---------- | --------------- | ------ |
| 1    | Werner Haas    | NSU        | 59:26.0         | 8      |
| 2    | Cecil Sandford | MV Agusta  | +0"3            | 6      |
| 3    | Reg Armstrong  | NSU        | +23"0           | 4      |
| 4    | Otto Daiker    | NSU        | +23"4           | 3      |
| 5    | Tito Forconi   | MV Agusta  | +1'22"0         | 2      |
| 6    | Karl Lottes    | MV Agusta  | +1 Vuelta       | 1      |
| 7    | Jack Hogan     | Puch-Hogan | +1 Vuelta       |        |
| Ret  | Angelo Copeta  | MV Agusta  | Ret             |        |
| Ret  | Bill Webster   | MV Agusta  | Ret             |        |